# Jorapokhar
Jorapokhar é uma vila no distrito de Dhanbad, no estado indiano de Jharkhand.

## Demografia
Segundo o censo de 2001, Jorapokhar tinha uma população de 85 218 habitantes. Os indivíduos do sexo masculino constituem 54% da população e os do sexo feminino 46%. Jorapokhar tem uma taxa de literacia de 65%, superior à média nacional de 59,5%: a literacia no sexo masculino é de 74% e no sexo feminino é de 55%. Em Jorapokhar, 14% da população está abaixo dos 6 anos de idade.